# John Brunner
John Brunner, född 24 september 1934, död 26 augusti 1995, var en brittisk science fictionförfattare.
Hans roman Stand on Zanzibar vann såväl Hugopriset för bästa science fictionroman som BSFA-priset 1968, och The Jagged Orbit vann BSFA-priset 1970.

### 1950-talet
- Galactic Storm (1951) (som Gill Hunt)
- The Man from the Big Dark (1958)
- The 100th Millennium (1959) (omarbetad 1968 som Catch a Falling Star)
- The Brink (1959)
- Echo in the Skull (1959) (omarbetad 1974 som Give Warning to the World)
- Threshold of Eternity (1959)
- The World Swappers (1959)

### 1960-talet
- The Atlantic Abomination (1960)
- Imprint of Chaos (1960)
- Sanctuary in the Sky (1960)
- The Skynappers (1960)
- Slavers of Space (1960) (omarbetad 1968 som Into the Slave Nebula)
- I Speak for Earth (1961) (as Keith Woodcott)
- Meeting at Infinity (1961)
- Put Down This Earth (1962) (omarbetad 1963 som The Dreaming Earth)
- The Ladder in the Sky (1962) (as Keith Woodcott)
- No Future in It (1962) (novellsamling)
- Secret Agent of Terra (1962) (omarbetad 1969 som The Avengers of Carrig)
- The Super Barbarians (1962)
- Times Without Number (1962) (utökad 1969) (novellsamling)
- Spoil of Yesterday (1962) (långnovell, Science Fiction Adventures: pp2–40, 5:25)
- The Word Not Written (1962) (långnovell, Science Fiction Adventures: pp62–100, 5:26)
- The Fullness of Time (1962) (långnovell, Science Fiction Adventures: pp2–42, 5:27)
- The Astronauts Must Not Land (1963) (omarbetad 1973 som More Things in Heaven)
- Castaways' World (1963) (omarbetad 1974 som Polymath (novel)|Polymath)
- The Dreaming Earth (1963) (omarbetning av Put Down This Earth)
- Listen! The Stars! (1963) (omarbetad 1972 som The Stardroppers)
- The Psionic Menace (1963) (som Keith Woodcott)
- The Rites of Ohe (1963)
- The Space-Time Juggler (1963) (även publicerad som The Wanton of Argus)
- To Conquer Chaos (1964)
- The Crutch of Memory (1964)
- Endless Shadow (1964)
- The Whole Man (1964) (även publicerad som Telepathist)
- The Altar at Asconel (1965) (även publicerad som The Altar on Asconel)
- The Day of the Star Cities (1965) (omarbetad 1973 som Age of Miracles)
- Enigma from Tantalus (1965)
- The Long Result (1965)
- The Martian Sphinx (1965) (som Keith Woodcott)
- Now Then! (1965) (även publicerad som Now Then) (novellsamling)
- The Repairmen of Cyclops (1965)
- The Squares of the City (1965)
- Wear the Butcher's Medal (1965)
- Born Under Mars (1966)
- Break the Door of Hell (1966)
- The (Compleat) Traveler in Black (1966)
- The Evil that Men Do (1966)
- No Other Gods But Me (1966) (novellsamling)
- A Planet of Your Own (1966)
- Born Under Mars (1967)
- Out of My Mind (book)|Out of My Mind (1967) (novellsamling)
- The Productions of Time (1967)
- Quicksand (1967)
- Bedlam Planet (1968)
- Catch a Falling Star (1968) (omarbetning av The 100th Millennium)
- Father of Lies (1968)
- Into the Slave Nebula (1968) (omarbetning av Slavers of Space)
- Not Before Time (1968) (novellsamling)
- Stand on Zanzibar (1968)
- The Avengers of Carrig (1969) (omarbetning av Secret Agent of Terra)
- Black Is the Color (1969)
- Double, Double (1969)
- The Evil That Men Do (1969)
- The Jagged Orbit (1969)
- A Plague on Both Your Causes (1969) (även publicerad som Backlash)
- Timescoop (1969)
- Times Without Number (1969) (utökad från Times Without Number (1962)) (novellsamling)

### 1970-talet
- The Devil's Work (1970)
- The Gaudy Shadows (1970)
- The Wager Lost By Winning (1970)
- Dread Empire (1971)
- Good Men Do Nothing (1971)
- Honky in the Woodpile (1971)
- The Compleat Traveller in Black|The Traveler in Black (1971) (omarbetad och utökad 1987)
- Trip: A Sequence of Poems Through the U.S.A. (1971) (novellsamling)
- The Wrong End of Time (1971)
- The Dramaturges of Yan (1972)
- Entry to Elsewhen (1972) (novellsamling)
- From This Day Forward (1972) (novellsamling)
- The Sheep Look Up (1972)
- The Stardroppers (1972) (omarbetning av Listen! The Stars!)
- Age of Miracles (1973) (omarbetning av The Day of the Star Cities)
- More Things in Heaven (1973) (omarbetning av The Astronauts Must Not Land)
- The Stone That Never Came Down (1973)
- Time-Jump (1973) (novellsamling)
- Give Warning to the World (1974) (omarbetnig av Echo in the Skull)
- A Hastily Thrown Together Bit of Zork (1974) (novellsamling)
- Polymath (novel)|Polymath (1974) (omarbetning av Castaways' World)
- Total Eclipse (1974)
- Web of Everywhere (1974) (även publicerad som The Webs of Everywhere)
- What Friends Are For (1974)
- The Shockwave Rider (1975)
- The Book of John Brunner (1976) (novellsamling)
- Interstellar Empire (1976)
- The Things That Are Gods (1979)

### 1980-talet
- Foreign-Constellations (1980) (novellsamling)
- The Infinitive of Go (1980)
- Players at the Game of People (1980)
- Manshape (1982) (revision of Endless Shadow)
- While There's Hope (1982)
- The Crucible of Time (1983)
- The Great Steamboat Race (1983)
- A New Settlement of Old Scores (1983) (novellsamling)
- The Tides of Time (1984)
- The Compleat Traveller in Black (1986) (novellsamling)
- The Shift Key (1987)
- The Best of John Brunner (1988) (novellsamling)
- Children of the Thunder (1988)
- The Days of March (1988)
- Victims of the Nova (1989)

### 1990-talet
- A Case of Painter's Ear (1991)
- A Maze of Stars (1991)
- Muddle Earth (1993)
- Tomorrow May Be Even Worse (1997) (novellsamling)